# Simulium padangense
Simulium padangense är en tvåvingeart som beskrevs av Takaoka och Sigit 1997. Simulium padangense ingår i släktet Simulium och familjen knott. Inga underarter finns listade i Catalogue of Life.